# Bitartrato di potassio
Il bitartrato di potassio (o idrogenotartrato di potassio) è un sale di potassio dell'acido tartarico. È noto anche con il nome di cremor tartaro o cremore di tartaro.
A temperatura ambiente si presenta come un solido da incolore a bianco, inodore.
Viene usato in associazione al bicarbonato di sodio come lievito chimico. In presenza di acqua la sua lieve acidità provoca l'idrolisi del bicarbonato e sviluppo di anidride carbonica gassosa.

## Usi
Il bitartrato di potassio viene usato nelle preparazioni alimentari come correttore di acidità e per le sue proprietà lievitanti.
Il "cremore" entra nella formulazione dei lieviti in polvere usati sia nelle ricette domestiche che in quelle dell'industria alimentare. In queste formulazioni, insieme ad altri sali organici, entra generalmente anche il bicarbonato di sodio.

### Azione lievitante
Al contrario della lievitazione con lievito di birra provocata dalla presenza di microorganismi che fermentano gli zuccheri, la lievitazione dovuta al cremor tartaro è causata dalla reazione tra cremor tartaro (acido tartarico) e bicarbonato di sodio che libera anidride carbonica, creando delle bolle che, dilatandosi durante la cottura, gonfiano il prodotto alimentare. Essi reagiscono secondo la reazione:
{\displaystyle {\ce {2 NaHCO3 + 2 KC4H5O6 -> Na2C4H4O6 + K2C4H4O6 + 2 H2O + 2 CO2}}}

### Uso in enologia
Il "cremore" è presente sia nell'uva sia nel vino, quindi il suo uso in enologia come correttore d'acidità non viene considerato come un'adulterazione.
Più esattamente si trovano nella feccia, l'insieme di sostanze che si depositano durante il riposo del vino dopo la fermentazione e che vengono allontanate dal vino mediante travasi.